# Українські закони про декомунізацію
Українські закони про декомунізацію — чотири закони, ухвалені в 2015 році в Україні, які стосуються декомунізації та державної політики пам'яті.
В результаті ухвалення закону, що передбачає знесення пам'яток радянського періоду та зміни назв, пов'язаних з комунізмом, топонімія України та обличчя цілих міст докорінно змінилися. Понад 50 000 вулиць, площ та інших об'єктів перейменовано. Було також змінено назви деяких великих міст та багатьох сіл.
Ухвалений закон викликав суперечки щодо свободи слова, а також занепокоєння з-за кордону щодо вшанування певних організацій та осіб, які нібито брали участь у масових убивствах під час Другої світової війни.

## Ухвалення
Український історик Володимир В'ятрович та політик Юрій Шухевич зіграли ключову роль у розробці законопроєкту. 9 квітня 2015 року ухвалено пакет законів за підтримки 271 депутата з необхідною більшістю у 226 голосів у Верховній Раді, а 15 травня їх підписав президент Петро Порошенко. Закони опубліковано 21 травня та набули чинності наступного дня. Розпочався шестимісячний період знесення пам'ятників та перейменування громадських місць.
У травні 2017 року 46 українських депутатів, переважно від фракції «Опозиційний блок», звернулись до Конституційного Суду України з проханням визнати акти неконституційними. 16 липня 2019 року суд підтримав Закон.

## Діапазон регулювання
Закони про декомунізацію включають:
- Закон № 314-VIII «Закон про правовий статус та вшанування пам'яті учасників боротьби за незалежність України у ХХ столітті» — надання офіційного статусу кільком історичним організаціям, включаючи Українську повстанську армію та Організацію українських націоналістів, та надання соціальних виплат їхнім ще живим членам[1][4][5].
- Закон № 315-VIII «Про вшанування перемоги над нацизмом у Другій світовій війні 1939—1945».
- Закон № 316-VIII «Про доступ до архівів органів репресій комуністичного тоталітарного режиму 1917—1991» — передача державних архівів щодо репресій за радянського періоду під юрисдикцію Українського інституту національної пам'яті.
- Закон № 317-VIII «Про засудження комуністичного та націонал-соціалістичного (нацистського) тоталітарних режимів та заборону використання їх символіки» — заборона нацистської та комуністичної символіки та публічного заперечення їх злочинів. Як наслідок, — знесення комуністичних пам'яток та перейменування громадських місць та об'єктів, пов'язаних з комунізмом[10].

## Суперечки
Група вчених з американських, європейських та українських університетів направила президенту відкритий лист, в якому висловила занепокоєння свободою слова та досліджень у зв'язку із прийнятим законодавством та закликала не підписувати цей акт. На думку критиків, ст. 6 Закону 2538-1 про «відповідальність за порушення закону про статус борців за незалежність України у ХХ столітті», де зазначено, що "громадяни України, іноземці та особи без громадянства, які публічно виявляють зневажливе ставлення до осіб, перелічених у списку у статті 1 цього закону, шкодять реалізації прав борців за незалежність України у 20 столітті, вони несуть відповідальність відповідно до чинного законодавства України ", і що «публічне заперечення законності боротьби за незалежність України у ХХ столітті вважається образою пам'яті борців за незалежність України у ХХ столітті, українського народу, і це суперечить закону». Критики стверджують, що закон намагається «захистити історію» та обмежує свободу слова.
Закон 2538-1 також викликав суперечки за кордоном, оскільки, як вважають, деякі організації та люди, яких він мав вшанувати, нібито брали участь у масових вбивствах євреїв, поляків та комуністів, зокрема під час Голокосту в Україні та Волинської трагедії. Колишній прем'єр-міністр Польщі Лешек Міллер заявив у телевізійному інтерв'ю, що ОУН несе відповідальність за масові вбивства поляків, і публічно закликав українську владу притягнути його до відповідальності за ці слова. Український політик та голова українського парламенту Володимир Гройсман, який незабаром відвідав Польщу, заявив, що намір не був антипольським, а антирадянським та антинацистським.

## Результати

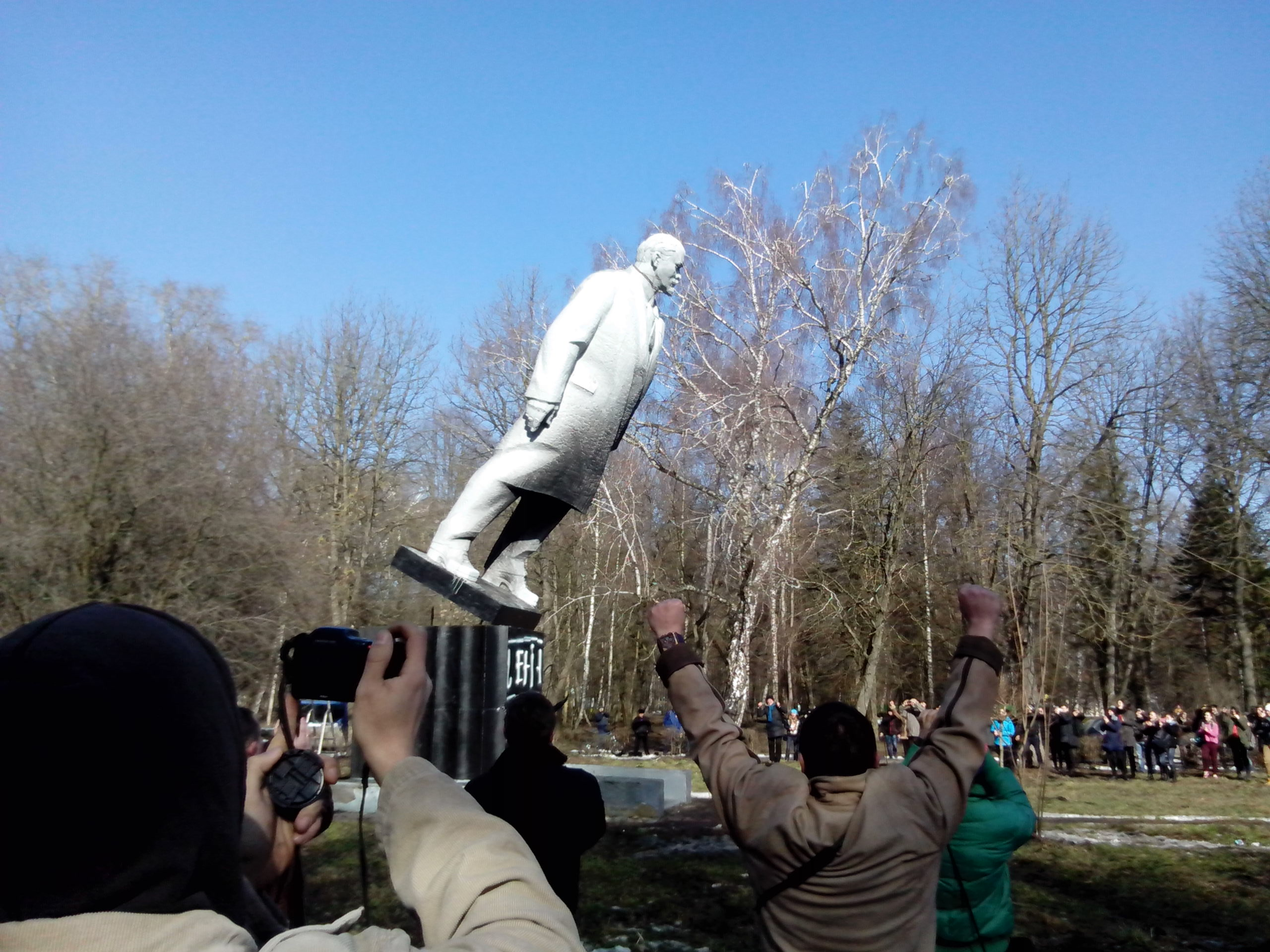
Повалення пам'ятника Леніну у Хмельницькому 21 лютого 2014 року під час Євромайдану

В результаті ухвалення закону, який передбачає знесення пам'ятників та зміну топонімів, пов'язаних з комунізмом, топонімія України докорінно змінилася. Загалом було перейменовано понад 51 493 вулиці, площі та інші об'єкти. Четверте за величиною місто перейменовано з Дніпропетровська на Дніпро. У деяких селах пам'ятники Леніну перетворили на «некомуністичних історичних діячів», щоб заощадити гроші. Два пам'ятники Леніну у Чорнобильській зоні відчуження є єдиними пам'ятниками Леніну в Україні.
24 липня 2015 року Міністерство внутрішніх справ України використало право позбавлення можливості участі у виборах Комуністичної партії України, Комуністичної партії України (оновленої) та Комуністичної партії робітників і селян та оголосило, що продовжує судові дії, ініційовані в липні 2014 року з метою позбавлення комуністичних партій статусу зареєстрованих. До 16 грудня 2015 року ці три партії були заборонені в Україні, однак Комуністична партія України оскаржила цю заборону, що означало, що рішення суду про заборону діяльності Комуністичної партії України не набрало чинності. Тим не менше, Закон про декомунізацію № 2558 від квітня 2015 року дозволяє Міністерству юстиції заборонити Комуністичній партії брати участь у виборах. У 2019 році Центральна виборча комісія заборонила Петру Симоненку брати участь у президентських виборах, оскільки статут, назва та символіка його партії не відповідали законам про декомунізацію 2015 року.
Наприкінці березня 2019 року колишні члени збройних військ Організації українських націоналістів, колишні члени Української повстанської Армії Крайової та колишні члени Української народно-революційної армії (а також члени Української військової організації та партизани Карпатської Січі) офіційно отримали статус ветеранів. Це означало, що вони вперше можуть отримувати пільги ветеранів, включаючи безкоштовний громадський транспорт, субсидовані медичні послуги, щорічну грошову допомогу та знижки на комунальні послуги (і користуватимуться тими ж соціальними виплатами, що і колишні солдати Червоної армії Радянського Союзу). (Кілька попередніх спроб надати статус ветерана колишнім націоналістичним формаціям, особливо під час перебування на посаді президента Віктора Ющенка у 2005—2009 роках, зазнали невдачі).
У 2019 році відеогра Mortal Kombat 11 була знята з продажу в Україні.